# 2007 w sztukach plastycznych
Wydarzenia w sztukach plastycznych i wizualnych w 2007 roku.

## Wydarzenia
- 22.09 – 11.11, wystawa "Gęby. Jerzy Duda-Gracz. Portrety i autoportrety"[1], Muzeum Historii Katowic ;
- W rankingu Kompas Sztuki pierwsze miejsce zajął Tadeusz Kantor, a wśród grup artystycznych – Łódź Kaliska[2];
- W Poznaniu i Hanowerze odbyla się międzynarodowa wystawa Asia Europe Mediations;
- W Tate Modern odbyła się ósma wystawa z cyklu „The Unilever Series” –  Shibboleth Doris Salcedo (9 października 2007 – 6 kwietnia 2008)[3];
- Powstała poznańska grupa artystyczna Penerstwo[4];
- W Kassel odbyła się międzynarodowa wystawa sztuki współczesnej documenta 12.

## Malarstwo
- W Kassel odbyła się międzynarodowa wystawa sztuki współczesnej documenta 11.

- Edward Dwurnik

Z cyklu „Obrazy Duże”
Niewinność – olej i akryl na płótnie, 250x450 cm
Upokorzyć – olej i akryl na płótnie, 250x450 cm
Z XXIII cyklu „Dwudziesty trzeci”
Kaczeńce – akryl na płótnie, 97×146 cm
Żurawie – akryl i olej na płótnie, 97×146 cm
Z XXVI cyklu „Dwudziesty szósty”
Magda – olej i akryl na płótnie, 146x114 cm
Z XXVII cyklu „Poprawić Mozarta”
Hawaje – druk, akryl, płótno
Macierzyństwo – druk, olej, płótno, 40x60 cm
Poliptyk Warszawianka – druk, akryl, płótno, 200x760 cm
Judyta – druk, olej, płótno, 100x150 cm
Biała niedziela w Krakowie – olej, płótno, 150x80 cm
Intercity – druk, olej, ołówek, płótno, 150x100 cm
Wili z Tarnowa – olej, płótno, 150x100 cm
Święta Magdalena – olej, płótno, 150x80 cm
Miechów – olej, płótno, 150x80 cm
- Richard Hamilton

Portret kobiety jako artystki – olej na cibachrome na płótnie, 100x123 cm

## Rzeźba
- Damien Hirst

Na miłość boską
- Roxy Paine

Conjoined – stal nierdzewna
Polyspore Slab 2 – polimer, olej, lakier, drewno, szyba
Cauliflower with Growth – polimer, olej, lakier, drewno, szyba
- Maurizio Cattelan

Bez tytułu [figura kobiety w skrzyni do transportu] – żywica, ubranie, włosy, materiał do pakowania, drewno, wkręty, kołki, 235x137x47 cm

## Instalacja
- Paulina Ołowska

Muzeum – neon
- Joanna Rajkowska

Dotleniacz

## Wideo
- Yael Bartana

Mary – Koszmary – HD video, 10 min 27 s
- Wojciech Bąkowski

Jezusku – HD video, 12 min 58 s
- Oskar Dawicki

Budget Story – DigiBeta, 9 min 26 s
Telezakupy – beta SP, 7 min 54 s
- Marcin Giżycki

Zdzisław Lachur – Senat z wozu, koniom lżej – beta SP, 2 min 59 s
- Aneta Grzeszykowska

Black – HD video, 11 min 39 s
- Maurycy Gomulicki

The Best of the Rest – beta SP, 17 min 59 s
- Leopold Kessler

Perforacja kal. 10 mm – 7 min 30 s
- Grzegorz Kowalski

Obszar Wspólny, Obszar Własny – Realizacja XI/Molska – beta SP, 9 min 26 s
Obszar Wspólny, Obszar Własny – Realizacja XI/Senkara – beta SP, 7 min 56 s
- Tomasz Kozak

Lekcja jogi – DigiBeta, 22 min 51 s
- Norman Leto

Buttes Monteaux 1 – DigiBeta, 10 min
- Wiktor Gutt

Malowanie w Domu Małego Stasia – HD video, 10 min 19 s
- Karol Radziszewski

Fag Fighters: Prolog – beta SP, 14 min 31 s
Fag Fighters in Tallinn – beta SP, 15 min
Malarze (tytuł oryginalny: Painters) – beta SP, 16 min 59 s
- Joanna Rajkowska

Dotleniacz. Plac Grzybowski w Warszawie – Warszawa, beta SP, 18 min 5 s
- Artur Żmijewski

Oni – beta SP, 26 min 26 s
Demokracje: „Marsz dla życia“ – Demonstracja zwolenników zakazu aborcji – Warszawa, 27 marca, DigiBeta, 6 min 19 s

## Nagrody
- Nagroda im. Katarzyny Kobro – Jerzy Lewczyński[34]
- Nagroda im. Jana Cybisa – Roman Owidzki
- Nagroda Turnera – Mark Wallinger[35]
- Paszport „Polityki” w kategorii sztuki wizualne – Joanna Rajkowska[36]
- Biennale w Wenecji[37]

Złoty Lew (artysta wystawiany na międzynarodowych wystawach) – León Ferrari
Złoty Lew (artysta poniżej 40. roku życia) – Emily Jacir
Złoty Lew (pawilon narodowy) – Węgry, reprezentowane przez Andreasa Fogarasiego
Honourable Mention (artysta) – Nedko Solakov
Honourable Mention (pawilon narodowy) – Litwa, reprezentowana przez Nomeda & Gediminas Urbonas
Złoty Lew (krytyk sztuki) – Benjamin Buchloh
Złoty Lew (całokształt) – Malick Sidibé
- Spojrzenia – Janek Simon[38]
- Nagroda Fundació Joan Miró – Olafur Eliasson[39]
- World Press Photo – Spencer Platt[40]

## Zmarli
- 10 stycznia – Roman Fus (ur. 1960), polski rzeźbiarz
- 14 stycznia – Wassilis Fotopulos (ur. 1935), grecki malarz
- 7 lutego – Teresa Pągowska (ur. 1926), polska malarka
- 20 lutego – Carl-Henning Pedersen (ur. 1913), duński malarz
- 23 lutego – Józef Kaliszan (ur. 1927), polski rzeźbiarz i malarz
- 8 kwietnia – Sol LeWitt (ur. 1928), amerykański rzeźbiarz
- 28 kwietnia – Lidia Żmihorska (ur. 1935), polska malarka
- 2 maja – Jan Konarski (ur. 1949), polski rzeźbiarz
- 27 maja – Jan Sobczyński (ur. 1918), polski malarz
- 16 listopada – Dmitrij Prigow (ur. 1940), rosyjski rzeźbiarz i performer
- 7 sierpnia
  - Ludwik Maciąg (ur. 1920), polski malarz
  - Stanisław Jasiewicz (ur. 1915), polski konserwator zabytków i rzeźbiarz
- 19 sierpnia – Marek Kijewski (ur. 1955), polski rzeźbiarz
- 22 sierpnia – Maria Rotwand (ur. 1905), polska malarka
- 1 września – Halina Centkiewicz-Michalska, polska malarka
- 12 września – Janina Żydanowicz, polska architektka
- 22 września – Paweł Szcześniak (ur. 1952), polski rzeźbiarz
- 12 października
  - Anna Krepsztul (ur. 1932), litewska malarka
  - Edward Narkiewicz (ur. 1938), polski malarz
- 19 października (ur. 1925), holenderski malarz i rzeźbiarz
- 17 listopada – Anna Menel (ur. 1920), polska malarka